# Masao Takemoto
Pour les articles homonymes, voir Takemoto.
Masao Takemoto (竹本 正男, Takemoto Masao), né le 29 septembre 1919 et mort le 2 février 2007, était un gymnaste japonais. Il a remporté deux titres mondiaux et sept médailles olympiques.

## Palmarès

### Jeux olympiques
- Helsinki 1952
  -  médaille d'argent au cheval d'arçons

- Melbourne 1956
  -  médaille d'argent par équipes
  -  médaille de bronze en barre fixe
  -  médaille de bronze en barres parallèles
  -  médaille de bronze aux anneaux

- Rome 1960
  -  médaille d'or par équipes
  -  médaille d'argent barre fixe

### Championnats du monde
- Rome 1954
  -  médaille d'or au sol
  -  médaille d'argent par équipes
  -  médaille de bronze en barres parallèles

- Moscou 1958
  -  médaille d'or au sol
  -  médaille d'argent par équipes
  -  médaille d'argent au Cheval d'arçons
  -  médaille de bronze en barre fixe